# Embassament

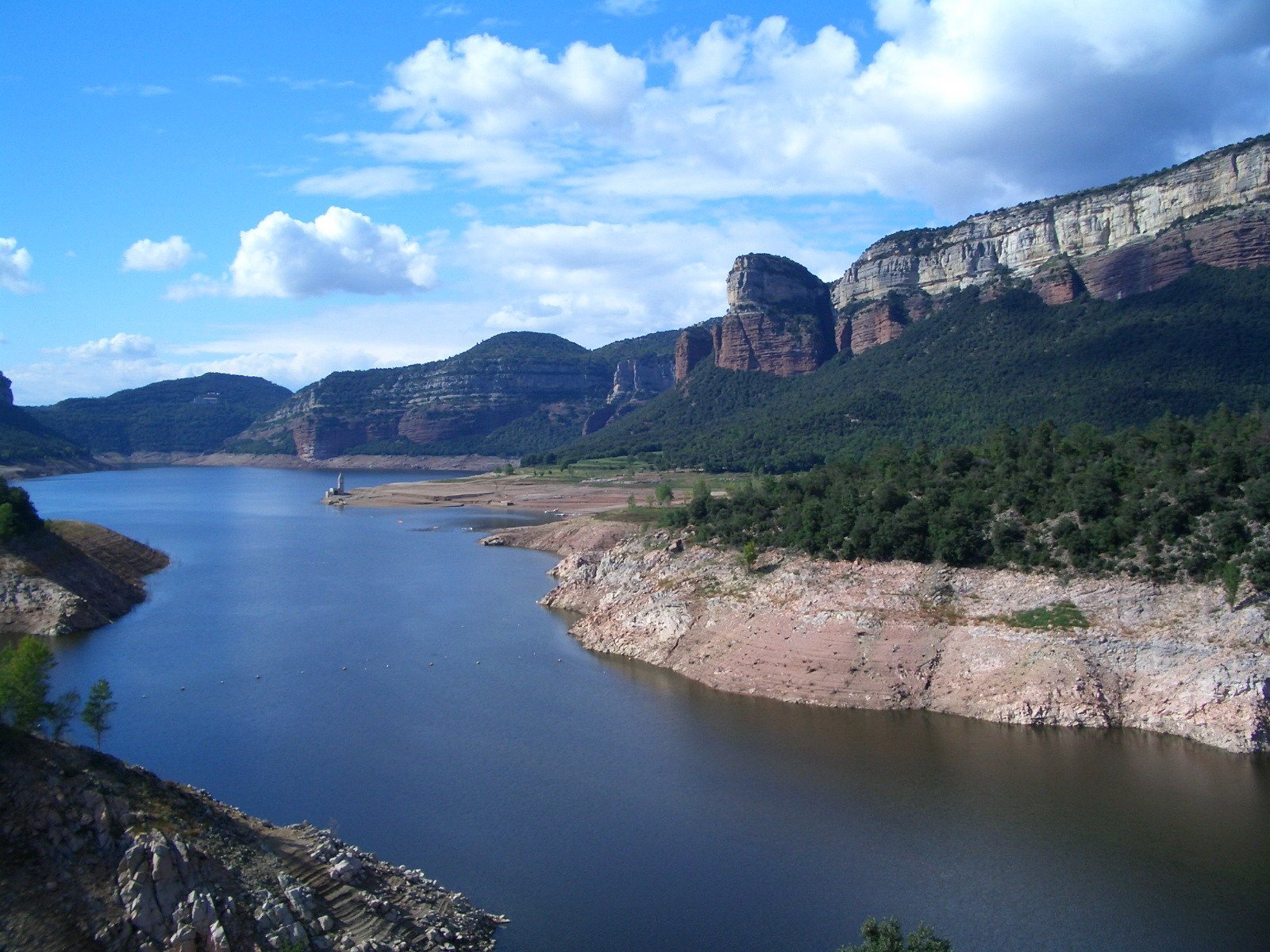
Vista de l'embassament de Sau

Un embassament és l'acumulació d'aigua produïda per una obstrucció en el jaç d'un curs d'aigua que tanca parcialment o totalment la del seu llit. L'obstrucció del llit de riu pot ocórrer per causes naturals com, per exemple, l'ensulsiada d'un vessant en una secció estreta, l'acumulació de plaques de gel o les construccions fetes pels castors, així com preses construïdes per l'home. En aquest darrer cas, també es parla de pantà.

## Embassaments naturals

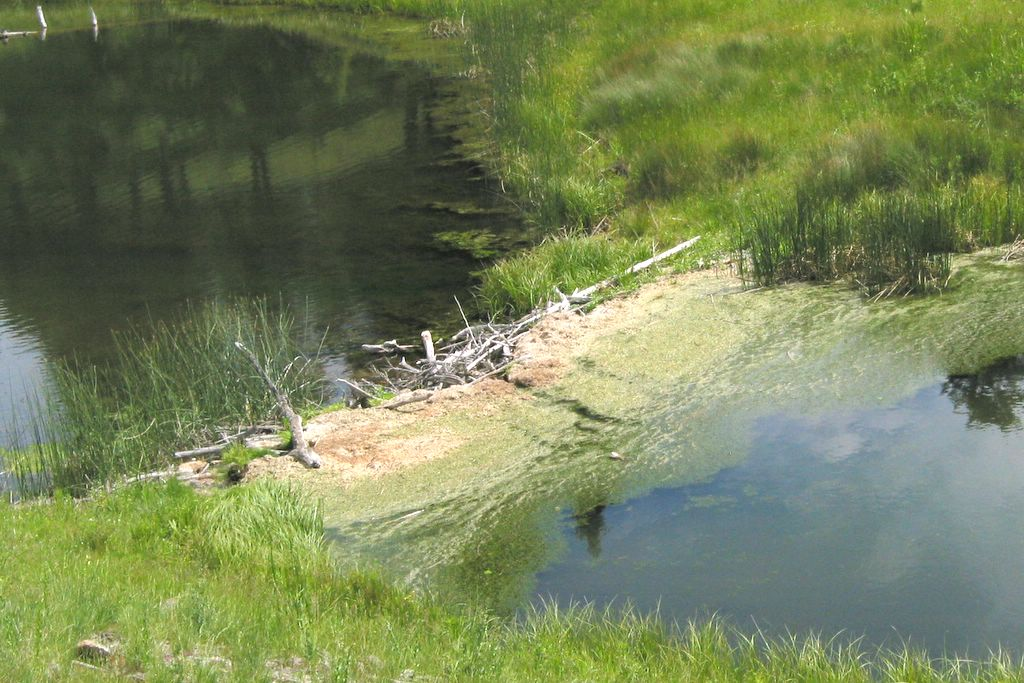
Presa realitzada per castors al riu Yellowstone (Estats Units).

### Ensulsiada de vessants
En aquest cas es tracta d'embassaments totalment incontrolats, que generalment tenen una vida curta, dies, setmanes o fins a mesos. A l'omplir-se l'embassament amb les aportacions d'aigua, es provoquen filtracions a través de la massa de terra no compactada, i abocaments pel punt més baix de la corona, que duen a la ruptura més o menys ràpida i abrupta de la presa, el que pot causar grans danys a les poblacions i terres de conreu situades aigües avall. Tal fenomen es va produir en el paratge conegut com a La Josefina en el ric Pacte, a l'Equador el 1993.

### Acumulació de gel
L'acumulació de gel en els grans rius situats en zones fredes es produeix generalment en punts en els quals la llera presenta algun estrenyiment, ja sigui natural, com la presència de roques, o artificial, com els pilars d'un pont. Això es pot produir, per exemple, en el riu Danubi. Per a prevenir els danys que això pot causar els serveis de prevenció utilitzen vaixells especials denominats trencagels.

### Preses construïdes per castors
Els castors construeixen preses en petits rierols, generalment en àrees poc habitades. Aquestes preses tenen un paper important en l'ecosistema aquàtic d'un riu. El retorn dels castors en molts rierols contribueix a la renaturalització i crea hàbitats per altres espècies. Contribueix de manera natural a la regulació del cabal i els seus embassaments ajuden per a alimentar els aqüífers.

## Embassaments artificials

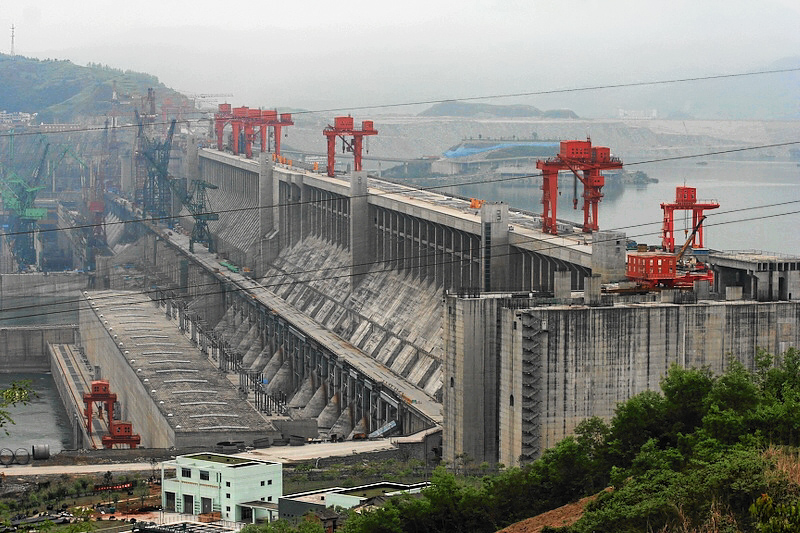
La presa de les Tres Gorges (Xina) el 2006.

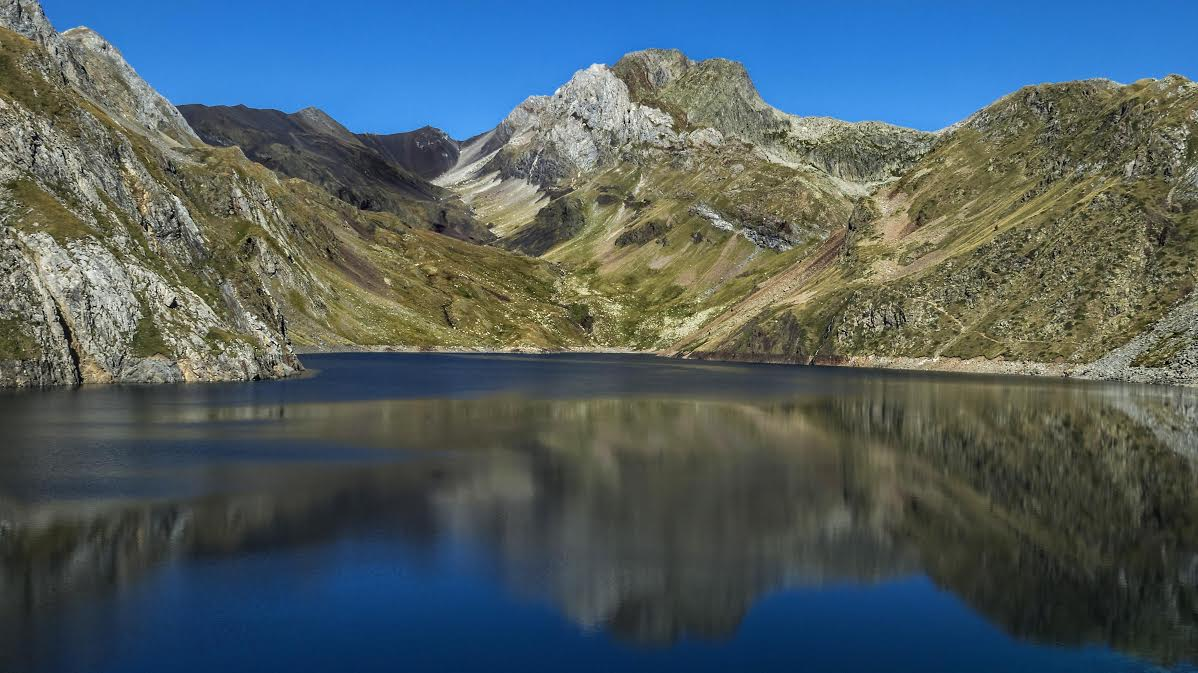
Embassament de l'Estany de Llauset, situat a la Ribagorça aragonesa, per a generar energia mitjançant una central hidroelèctrica

Els embassaments construïts mitjançant preses serveixen, segons el cas, per a:
- regular el cabal d'un curs d'aigua, emmagatzemant l'aigua dels períodes humits per a utilitzar-los durant els períodes més secs per al reg, per al proveïment d'aigua potable, per a la generació d'energia, per a permetre la navegació o per a diluir contaminants.
- tenir una reserva d'aigua als canals navegables per a omplir les rescloses que es buiden a cada pas d'una embarcació
- esmorteir les puntes de les avingudes o crescudes.
- crear una diferència de nivell per a generar energia en una central hidroelèctrica o un molí d'aigua.
- crear espais per a l'esplai i esports aquàtics.

## Característiques dels embassaments

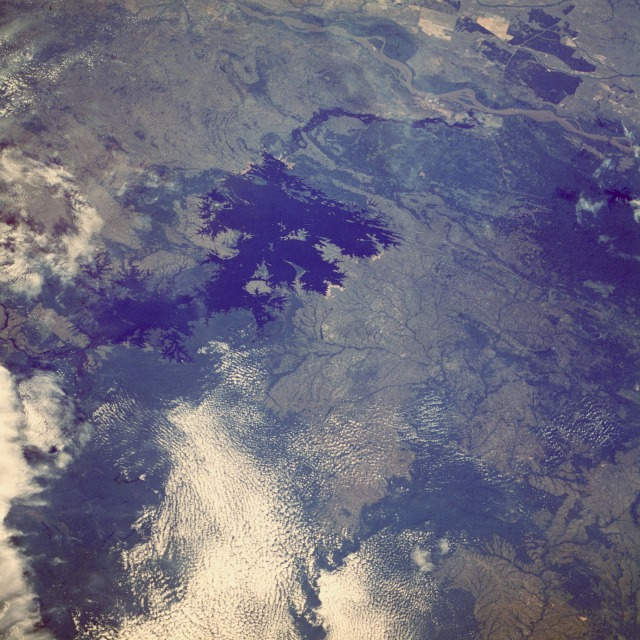
Vista des de satèl·lit de l'embassament de Guri, Veneçuela, amb més de 4000 km² de superfície

Les característiques físiques principals d'un embassament són les corbes cota-volum, la corba cota-superfície inundada i el cabal regularitzat.
El cabal regulat és potser la característica més important dels embassaments destinats, justament, a regular, al llarg del dia, de l'any o períodes plurianuals, el cabal que pot ser retirat en forma contínua per a l'ús per al qual s'ha construït l'embassament.

### Nivells característics en un embassament
El nivell de l'aigua en un embassament és sempre més gran que el nivell original del riu. Des del punt de vista de l'operació dels embassaments, es defineixen una sèrie de nivells. Els principals són (en ordre creixent):
- Nivell mínim minimorum: és el nivell mínim que pot arribar a l'embassament; coincideix amb el nivell mínim de la presa situada en la menor cota.
- Nivell mínim operacional: és el nivell per sota del qual les estructures associades a l'embassament i la presa no operen o operen en forma inadequada.
- Nivell mitjà. És el nivell que té el 50% de permanència en el lapse del cicle de compensació de l'embassament, que pot ser d'un dia, per als petits embassaments, fins a períodes plurianuals per als grans embassaments. El període més freqüent és d'un any.
- Nivell màxim operacional: a l'arribar a aquest nivell es comença a abocar aigua amb l'objectiu de mantenir el nivell però sense causar danys aigües avall.
- Nivell de l'abocador. Si la presa disposa d'un sol abocador lliure, el nivell de la solera coincideix amb el nivell màxim operacional. Si l'abocador està equipat amb comportes, el nivell de la solera és inferior al màxim operacional.
- Nivell màxim normal: a l'arribar a aquest nivell l'operació canvia d'objectiu i la prioritat és garantir la seguretat de la presa. En aquesta fase poden ocórrer danys aigües avall; no obstant això, s'intentarà minimitzar els mateixos.
- Nivell màxim maximorum: en aquest nivell ja la prioritat absoluta és la seguretat de la presa, atès que una ruptura seria catastròfica aigües avall. Es manté el nivell costi el que costi; el cabal descarregat és igual al cabal que entra en l'embassament.

### Volums característics d'un embassament
Els volums característics dels embassaments estan associats als nivells; d'aquesta forma es té:
- Volum mort, definit com el volum emmagatzemat fins a arribar a el nivell mínim minimorum.
- Volum útil, el comprès entre el nivell mínim minimorum i el nivell màxim operacional.
- Volum de laminació, és el volum comprès entre el nivell màxim operacional i el nivell màxim normal. Aquest volum, com el seu nom indica, s'utilitza per a reduir el cabal abocat en les avingudes, per a limitar els danys aigües avall.

### Cabals característics d'un embassament
- Cabal ferm. És el cabal màxim que es pot retirar de l'embassament en un període crític. Si l'embassament ha estat dimensionat per a compensar els cabals al llarg d'un any hidrològic, generalment es considera com a període crític a l'any hidrològic en el qual s'ha registrat el volum mínim aportat. No obstant això, existeixen altres definicions per al període crític també acceptades, com, per exemple, el volum anual d'aportació hídrica superada en el 75% dels anys, que és una condició menys crítica que l'anterior.
- Cabal regulat. És el cabal que es pot retirar de l'embassament durant tot l'any hidrològic, associat a una probabilitat.

## Efectes d'un embassament

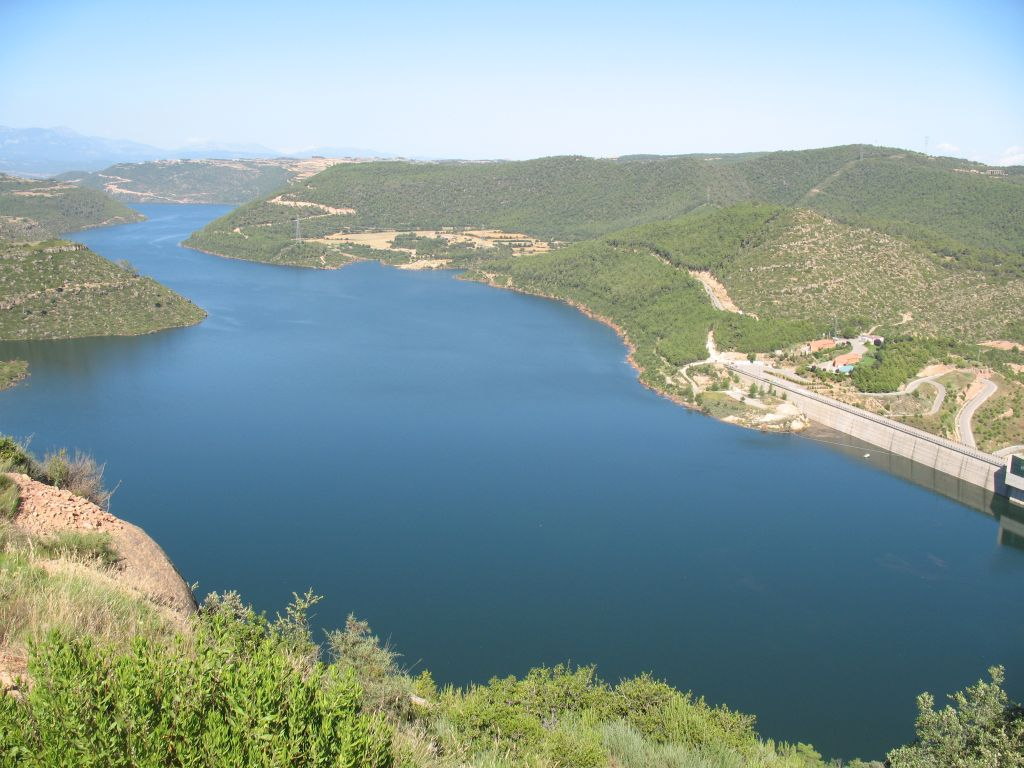
El pantà de Rialb.

Els embassaments tenen un important influx en l'entorn; alguns dels seus efectes poden ser considerats positius i uns altres poden ser considerats negatius.
Els embassaments de grans dimensions agreguen un pes molt important al sòl de la zona, a més d'incrementar les infiltracions. Aquests dos factors junts poden provocar el que es coneix com a sismes induïts. Són freqüents durant els primers anys després de l'ompliment de l'embassament. Si bé aquests sismes induïts són molests, molt rares vegades arriben a intensitats que puguin causar danys seriosos a la població.
La construcció d'una presa té un impacte mediambiental important. Depenent de les característiques de la vall, si aquesta és àmplia i oberta, les àrees inundables poden ocupar zones densament poblades, o àrees fèrtils per a l'agricultura. En aquests casos, abans de construir una presa s'han d'avaluar els avantatges i inconvenients, mitjançant un estudi d'impacte ambiental, la qual cosa no sempre s'ha fet en el passat. En altres casos, especialment en zones altes i abruptes, l'embassament ocupa terres deshabitades, en aquest cas els impactes ambientals són diferents. Una resclosa forma una barrera impassable per als peixos migratoris. La construcció desconsiderada de preses i altres intervencions humanes en el llit dels rius han trencat la connectivitat biològica i així han contribuït a la disparició per exemple de l'anguilla, el salmó i l'esturió comú. Per a restablir la fauna aquàtica es construeixen diferents formes de passos de peix: en forma d'un braç de riu lateral a la presa, gairebé natural, o en forma d'escala, sifó o ascensor.

### Aigües amunt
Aigües amunt d'un embassament, el nivell freàtic dels terrenys veïns es pot modificar fortament, podent portar conseqüències en la vegetació de l'entorn.

### Aigües avall
Els efectes d'un embassament aigües avall són de diversos tipus; es poden esmentar:
- Augment de la capacitat d'erosionar el llit del riu.
- Disminució dels cabals mitjans abocats i, conseqüent, facilitat perquè activitats antròpiques ocupin part del jaç major del riu.
- Disminució de l'aportació de sediments a les costes, incidint en l'erosió de les platges i deltes.

## Ús dels embassaments
Bàsicament un embassament creat per una presa, que interromp la llera natural d'un riu, posa a la disposició de l'operador de l'embassament un volum d'emmagatzematge potencial que pot ser utilitzat per a múltiples finalitats, algunes d'elles complementàries i altres conflictives entre si, posa a la disposició de l'operador de l'embassament també un potencial energètic derivat de l'elevació del nivell de l'aigua.
Es poden distingir els usos que per a la seva maximització requereixen que l'embassament estigui el més ple possible, garantint un cabal regulat major. Aquests usos són la generació d'energia elèctrica, el reg, el proveïment d'aigua potable o industrial, la dilució de contaminants. Per contra, per al control d'avingudes l'embassament serà tant més eficient com més buit es trobi en el moment que rep una avinguda.
Des del punt de vista de la seva capacitat reguladora, l'embassament pot tenir un cicle diari, mensual, anual i, fins i tot, en alguns pocs casos, plurianual. Això significa que l'embassament acumula l'aigua durant, per exemple, 20 hores per dia, per a descarregar tot aquest volum per a la generació d'energia elèctrica durant les 4 hores de punta de demanda; o acumula les aigües durant el període de pluges, 3 a 6 mesos segons la regió, per a usar-lo en reg en el període sec.

### Embassament d'usos múltiples
Molts embassaments moderns són dissenyats per a usos múltiples. En aquests casos l'operador de l'embassament ha d'establir polítiques d'operació, que ha de tenir en compte: 
- Prioritat de cadascun dels usos, associat a la disponibilitat d'altres alternatives tècnica i econòmicament factibles a l'àrea. En general, el proveïment d'aigua potable té la prioritat més elevada.
- Limitacions de cabal, màxim i mínim, aigües avall de la presa que suporta l'embassament.

## Potencials repercussions al medi

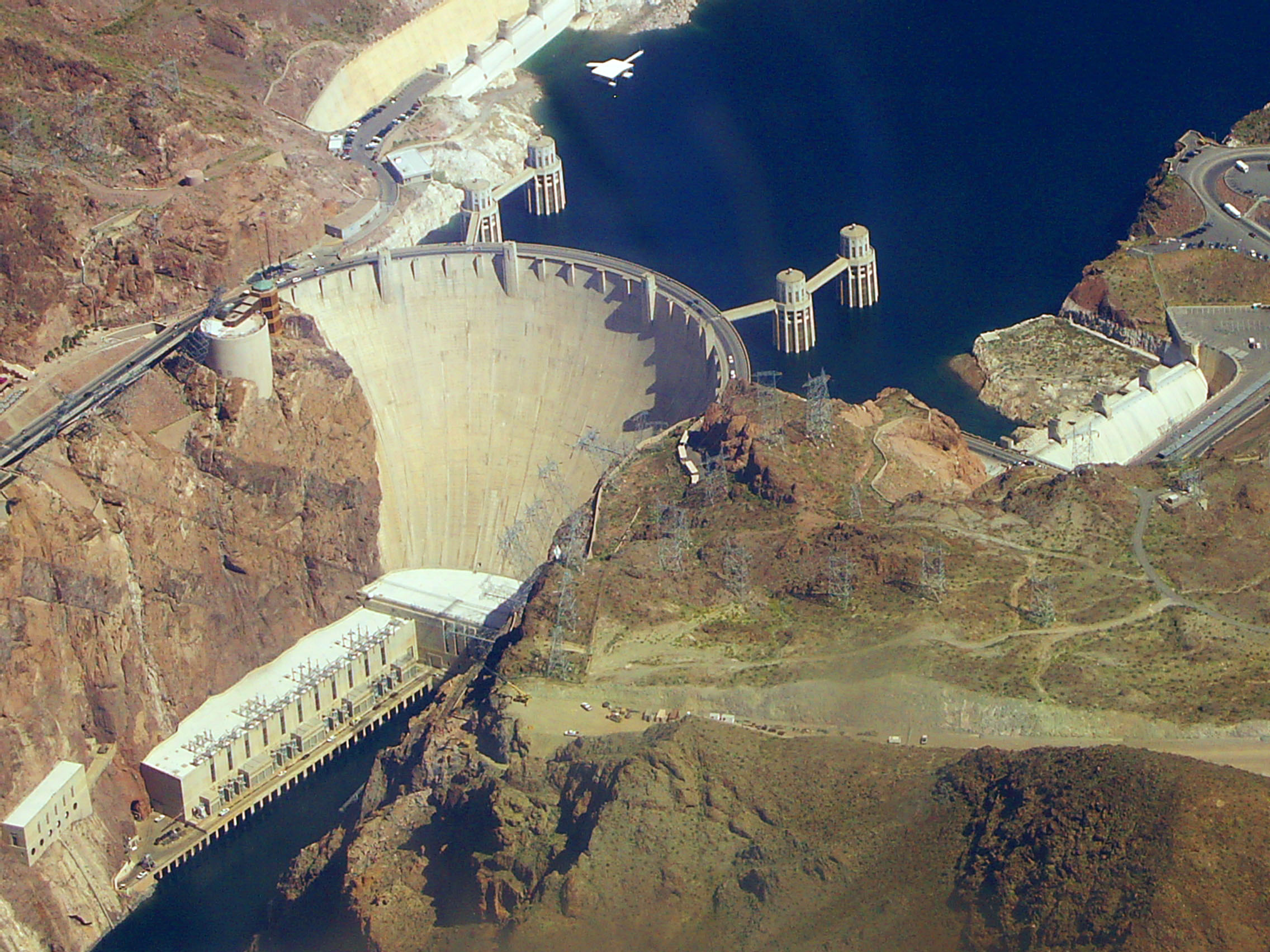
La presa Hoover (Estats Units) des de l'aire.

Els projectes de les preses grans causen canvis ambientals irreversibles en una àrea geogràfica gran, i, per tant, tenen el potencial per a causar repercussions importants. Ha augmentat la crítica envers aquests projectes en els darrers anys. Els crítics més severs reclamen que, com que els beneficis valen menys que els costos socials, ambientals i econòmics, és injustificable de construir preses grosses. Uns altres sostenen que es pot, en alguns casos, evitar o reduir els costos ambientals i socials a un nivell acceptable, avaluant acuradament els problemes potencials i la implantació de les mesures correctives.
L'àrea d'influència d'una presa s'estén dels límits superiors de captació de l'embassament fins a l'estuari, la costa i la mar. Inclou la conca hidrogràfica i la vall del riu aigües avall.
Si bé existeixen efectes ambientals directes de la construcció d'una presa (per exemple, problemes amb la pols, l'erosió, el moviment de terres), els impactes més grans provenen de l'encaixament de l'aigua, la inundació de terres i la reducció del cabal riu avall. Aquests efectes tenen repercussions directes per als sòls, la vegetació, la fauna i les terres silvestres, la pesca, el clima, i, per a les poblacions humanes de l'àrea.
Els efectes indirectes de la presa, que, de vegades, poden ser pitjors que els directes, tenen relació amb la construcció, manteniment i funcionament (per exemple, els camins d'accés, campaments de construcció, línies de transmissió de l'electricitat) i el desenvolupament de les activitats agrícoles, industrials o municipals, fomentades per la presa.
A més dels efectes ambientals directes i indirectes de la construcció de la presa, haurien de ser considerats els efectes que el medi produeix en la presa. Els principals factors ambientals que afecten el funcionament i la vida de la presa són causats per l'ús de la terra, l'aigua i els altres recursos de l'àrea de captació damunt de l'embassament (per exemple l'agricultura, la colonització, l'esbrossament del bosc) i aquest pot causar una més gran acumulació de llims i canvis en la qualitat de l'aigua embassada i del riu, aigües avall.
Els beneficis de la presa són: es controlen les inundacions i es proveeix un afluent d'aigua més confiable i de més alta qualitat per al reg, i l'ús domèstic i industrial. L'energia hidroelèctrica, per exemple, és una alternativa per a l'energia termoelèctrica a força del carbó, o l'energia nuclear. La intensificació de l'agricultura, localment, per mitjà del reg, pot reduir la pressió sobre els boscos, els hàbitats intactes de la fauna, i les altres àrees que no siguin idònies per a l'agricultura. Així mateix, les preses poden crear una indústria de pesca, i facilitar la producció agrícola en l'àrea, aigües avall de l'embassament, que, en alguns casos, pot més que compensar les pèrdues sofertes en aquests sectors, com a resultat de la presa.
Recentment, es considera l'efecte benèfic que pogués tenir l'emmagatzematge d'aigua en la terra per a compensar el creixement del nivell de la mar, emmagatzemant d'aigua que ara roman a terra en forma de gel en glaceres i neus perpètues de les muntanyes altes, que ara fon a causa de l'escalfament global. Els beneficis ambientals en les zones costaneres (moltes d'elles molt densament poblades) bé podrien compensar els problemes que poguessin produir en les terres de l'interior.

### Efectes hidrològics
Reepresant un riu i creant una llacuna, es canvia profundament la hidrologia i limnologia del sistema fluvial. Es produeixen canvis dramàtics en el flux, la qualitat, quantitat i ús de l'aigua, els organismes biòtics i la sedimentació de la conca del riu.
La descomposició de la matèria orgànica (per exemple, els arbres) de les terres inundades enriqueix els aliments dins l'aigua embassada. Els fertilitzants emprats aigües amunt se sumen als aliments que s'acumulen a l'embassament. Això suporta no solament la pesca, sinó també el creixement de les herbes aquàtiques, com ara nenúfars i jacints d'aigua. Les estores d'herbes i algues poden constituir molèsties costoses. Si obstrueixen les sortides de la presa i els canals de reg, destrueixen la pesca, limiten la recreació, augmenten els costos de tractament de l'aigua, impedeixen la navegació i augmenten substancialment les pèrdues d'aigua a causa de la transpiració.
Si el terreny inundat té molts arbres i no es neteja adequadament abans d'inundar-lo, la descomposició d'aquesta vegetació esgotarà els nivells d'oxigen en l'aigua. Això afecta la vida aquàtica, i pot causar grans pèrdues de peix. Els productes de la descomposició anaeròbica inclouen el sulfur d'hidrogen, que és nociu per als organismes aquàtics i corroeix les turbines de la presa, i el metà, que és un gas d'hivernacle. El diòxid de carboni, el gas principal que es produeix, també exacerba els riscos d'hivernacle.
Les partícules suspeses que porta el riu s'assenten en l'embassament, i amb el temps en limiten la capacitat d'emmagatzematge, priven el riu dels sediments, aigües avall. Moltes àrees agrícoles dels terrenys al·luvials depenen dels llims rics en aliments per a mantenir la fertilitat. Com que el sediment ja no es diposita, aigües avall, en el terreny al·luvial, aquesta pèrdua d'aliments haurà de ser compensada mitjançant l'addició de fertilitzants, per a mantenir la productivitat agrícola. L'alliberament de les aigües lliures de sediments, relativament, pot rentar els jaços, aigües avall. No obstant això, la sedimentació de l'embassament produeix aigua de més alta qualitat per a l'ús industrial i consum humà.
Els efectes addicionals dels canvis en la hidrologia de la conca del riu, inclouen variacions en el nivell freàtic, aigües amunt i avall de l'embassament, i problemes de salinització; aquests tenen repercussions ambientals directes i afecten els usadors aigües avall.

### Temes socials
Molt sovint, la gent de ciutat, els interessos agrícoles i les persones que viuen lluny, gaudeixen dels beneficis de les preses, però els quals suporten la major part dels costos ambientals i socials, es beneficien en un grau menor, o no es beneficien, a saber: els habitants de l'àrea inundada pels embassaments, i els quals viuen en els terrenys al·luvials. A l'omplir l'embassament, es produeix el desplaçament involuntari de centenars de milers de persones (en alguns projectes), requerint un reajustament social profund, no solament de part d'això, sinó també, de la gent ja establerta en les àrees de re-assentament, Per a les persones que romanen en la conca del riu, sovint es restringeix l'accés a l'aigua, la terra i els recursos biòtics. S'interromp la pesca artesanal i l'agricultura tradicional dels terrenys al·luvials, a causa dels canvis en el cabal i la reducció en l'assentament de llis. Els terrenys al·luvials de molts rius tropicals són àrees enormes de gran importància per a la població humana i la dels animals; al reduir-se els terrenys al·luvials, ha d'haver-hi un canvi en l'ús de la terra, si no les poblacions es veuran obligades a canviar de lloc. Sovint, s'augmenten les malalties relacionades amb l'aigua (per exemple la malària, la esquistosomosi, la oncocerciasi d'altres persones a l'àrea, és a dir, els treballadors de la construcció, els jornalers temporals per a l'agricultura i altres activitats induïdes per la presa, i els camperols que aprofiten el major accés a l'àrea gràcies als camins, línies de transmissió o millor transport fluvial. Les conseqüències són: problemes de la salut, saturació dels serveis públics, competència pels recursos, conflictes socials i impactes ambientals negatius per a la conca, l'embassament i la vall del riu aigües avall. Es triga una dècada i mitja en construir-ne un, segons l'embassament.

### Pesca i fauna
Com s'ha esmentat anteriorment, la pesca, usualment, es deteriora, a causa dels canvis en el cabal o temperatura del riu, la degradació de la qualitat de l'aigua, la pèrdua dels llocs de fresa i les barreres que impedeixen la migració dels peixos. No obstant això, es creen recursos de pesca en l'embassament, que, de vegades, resulten més productius que els que hi va haver, anteriorment, en el riu.
En els rius que tenen estuaris, biològicament productius, els peixos i mol·luscs pateixen a causa dels canvis en el flux i la qualitat de l'aigua. Les variacions en el cabal d'aigua dolça, i per tant, en la salinitat de l'estuari, canvia la distribució de les espècies i els models de reproducció dels peixos. Les variacions en la quantitat d'aliments i el deteriorament en la qualitat de l'aigua del riu, poden tenir efectes profunds per a la productivitat de l'estuari. Aquests canvis poden tenir resultats importants per a les espècies marines que s'alimenten o passen part del seu cicle vital en l'estuari, o que són influenciades pels canvis en la qualitat de les àrees costaneres.
El major impacte per a la fauna s'originarà en la pèrdua d'hàbitat, que ocorre a l'omplir l'embassament i produir-se els canvis en l'ús del terreny de la conca. Poden afectar els models de migració de la fauna, a causa de l'embassament i el desenvolupament que es relaciona amb aquest. La caça il·legal i l'erradicació de les espècies considerades com a plagues agrícoles, activitat clandestina relacionada amb el mateix, tenen un efecte més selectiu. La fauna i les aus aquàtiques, els rèptils i els amfibis poden prosperar gràcies a l'embassament.

### Amenaça sísmica
Els grans embassaments poden alterar l'activitat tectònica. La probabilitat que produeixi activitat sísmica és difícil de predir; no obstant això, s'haurà de considerar el ple potencial destructiu dels terratrèmols, que poden causar despreniments de terra, danys a la infraestructura de la presa, i la possible falla d'aquesta.

### Manteniment de la conca hidrogràfica
És un fenomen comú, l'augment de pressió sobre les àrees altes damunt de la presa, com a resultat del re-assentament de la gent de les àrees inundades i l'afluència incontrolada dels nouvinguts a l'àrea. Es produeix degradació ambiental, i la qualitat de l'aigua es deteriora, i les taxes de sedimentació de l'embassament augmenten, com a resultat del desbrossament del bosc per a agricultura, la pressió sobre les pastures, l'ús del terreny de la conca baixa afecta la qualitat i quantitat de l'aigua que ingressa al riu. Per això és essencial que els projectes de les preses siguin planificats i portats a terme considerant el context global de la conca del riu i els plans regionals de desenvolupament, incloent, tant les àrees superiors de captació sobre la presa i els terrenys al·luvials, com les àrees de la conca hidrogràfica aigües avall.